# Championnat du Luxembourg de football 2002-2003
Navigation
Saison précédente Saison suivante
La saison 2002-2003 du Championnat du Luxembourg de football est la 89e édition du championnat de première division au Luxembourg. Les douze meilleurs clubs du pays se retrouvent au sein d'une poule unique, la Division Nationale, où ils s'affrontent deux fois, à domicile et à l'extérieur. À l'issue du championnat, les quatre premiers disputent une poule pour le titre tandis que les huit derniers disputent la phase de relégation : les huit clubs sont répartis en deux poules de quatre et se rencontrent deux fois, le dernier de chaque poule est relégué en D2. 
C'est le CS Grevenmacher, dauphin les trois dernières saisons du F91 Dudelange, qui remporte le titre cette année pour la première fois de son histoire. Le club réussit même le doublé en battant l'Etzella Ettelbruck, club de Promotion d'Honneur en finale de la Coupe du Luxembourg.

## Les 12 clubs participants
| - F91 Dudelange - CS Grevenmacher - Victoria Rosport - Promu de Promotion d'Honneur - FC Wiltz 71 - Promu de Promotion d'Honneur - Sporting Mertzig - Jeunesse d'Esch | - Union Luxembourg - US Rumelange - Swift Hesperange - FC Avenir Beggen - FC Mondercange - Progrès Niedercorn |

## Compétition

### Première phase
Le barème utilisé pour établir le classement est le suivant :
- Victoire : 3 points
- Match nul : 1 point
- Défaite : 0 point

| Rang | Équipe               | Pts | J  | G  | N | P  | Bp | Bc | Diff |
| ---- | -------------------- | --- | -- | -- | - | -- | -- | -- | ---- |
| 1    | F91 Dudelange (T)    | 45  | 22 | 14 | 3 | 5  | 60 | 27 | +33  |
| 2    | CS Grevenmacher      | 44  | 22 | 13 | 5 | 4  | 56 | 21 | +35  |
| 3    | Union Luxembourg     | 39  | 22 | 11 | 6 | 5  | 40 | 28 | +12  |
| 4    | Jeunesse d'Esch      | 38  | 22 | 10 | 8 | 4  | 42 | 23 | +19  |
| 5    | Swift Hesperange     | 37  | 22 | 10 | 7 | 5  | 53 | 32 | +21  |
| 6    | FC Mondercange       | 35  | 22 | 11 | 2 | 9  | 51 | 44 | +7   |
| 7    | US Rumelange         | 33  | 22 | 10 | 3 | 9  | 45 | 49 | -4   |
| 8    | FC Wiltz 71 (P)      | 25  | 22 | 7  | 4 | 11 | 30 | 42 | -12  |
| 9    | Victoria Rosport (P) | 25  | 22 | 6  | 7 | 9  | 32 | 50 | -18  |
| 10   | FC Avenir Beggen     | 24  | 22 | 7  | 3 | 12 | 44 | 56 | -12  |
| 11   | Progrès Niedercorn   | 15  | 22 | 5  | 0 | 17 | 22 | 68 | -46  |
| 12   | Sporting Mertzig     | 12  | 22 | 4  | 0 | 18 | 23 | 58 | -35  |

|  | Qualification pour la poule pour le titre              |
|  | Participation à la poule de relégation                 |
|  | (T) : Tenant du titre (P) : Promu de deuxième division |

### Deuxième phase

#### Poule pour le titre
Les 4 premiers du classement à l'issue de la première phase se disputent le titre national. Les formations rencontrent à nouveau 2 fois leurs adversaires, à domicile et à l'extérieur, en démarrant cette deuxième phase avec la totalité des points acquis en première phase.
| Rang | Équipe              | Pts | J  | G  | N | P  | Bp | Bc | Diff |
| ---- | ------------------- | --- | -- | -- | - | -- | -- | -- | ---- |
| 1    | CS Grevenmacher (C) | 59  | 28 | 18 | 5 | 5  | 68 | 28 | +40  |
| 2    | F91 Dudelange (T)   | 52  | 28 | 16 | 4 | 8  | 66 | 34 | +32  |
| 3    | Jeunesse d'Esch     | 48  | 28 | 13 | 9 | 6  | 54 | 30 | +24  |
| 4    | Union Luxembourg    | 42  | 28 | 12 | 6 | 10 | 43 | 40 | +3   |

|  | Qualification pour la Ligue des clubs champions 2003-2004                                        |
|  | Qualification pour la Coupe UEFA 2003-2004                                                       |
|  | Qualification pour la Coupe Intertoto 2003                                                       |
|  | (T) : Tenant du titre (C) : Vainqueur de la Coupe du Luxembourg (P) : Promu de deuxième division |

#### Poules de relégation
Les 8 autres clubs, non concernés par la poule pour le titre, disputent les poules de relégation. Répartis en 2 poules de 4, ils rencontrent 2 fois (à domicile et à l'extérieur) les 3 autres équipes de la poule. Le dernier club de chaque poule est directement relégué en Division d'Honneur.

##### Poule 1
| Rang | Équipe               | Pts | J  | G  | N | P  | Bp | Bc | Diff |
| ---- | -------------------- | --- | -- | -- | - | -- | -- | -- | ---- |
| 1    | Swift Hesperange     | 51  | 28 | 14 | 9 | 5  | 66 | 37 | +29  |
| 2    | Victoria Rosport (P) | 38  | 28 | 10 | 8 | 10 | 44 | 55 | -11  |
| 3    | US Rumelange         | 37  | 28 | 11 | 4 | 13 | 51 | 63 | -12  |
| 4    | Progrès Niedercorn   | 18  | 28 | 6  | 0 | 22 | 29 | 82 | -53  |

|  | Relégation en Promotion d'Honneur |
|  | (P) : Promu de deuxième division  |

##### Poule 2
| Rang | Équipe           | Pts | J  | G  | N | P  | Bp | Bc | Diff |
| ---- | ---------------- | --- | -- | -- | - | -- | -- | -- | ---- |
| 1    | FC Mondercange   | 44  | 28 | 14 | 2 | 12 | 64 | 56 | +8   |
| 2    | FC Avenir Beggen | 37  | 28 | 11 | 4 | 13 | 57 | 64 | -7   |
| 3    | FC Wiltz 71 (P)  | 32  | 28 | 9  | 5 | 14 | 40 | 53 | -13  |
| 4    | Sporting Mertzig | 18  | 28 | 6  | 0 | 22 | 36 | 76 | -40  |

|  | Relégation en Promotion d'Honneur |
|  | (P) : Promu de deuxième division  |

## Bilan de la saison
| Championnat du Luxembourg de football 2002-2003                 |                             |
| Champion                                                        | CS Grevenmacher (1er titre) |
| Coupes et trophées                                              |                             |
| Vainqueur de la Coupe du Luxembourg 2002-2003                   | CS Grevenmacher             |
| Qualifications continentales                                    |                             |
| Ligue des clubs champions 2003-2004 (1er tour de qualification) | CS Grevenmacher             |
| Coupe UEFA 2003-2004                                            | F91 Dudelange               |
| Coupe UEFA 2003-2004                                            | Etzella Ettelbruck          |
| Coupe Intertoto 2003                                            | Jeunesse d'Esch             |
| Promotions et relégations                                       |                             |
| Promus en Division Nationale                                    | Etzella Ettelbruck          |
| Promus en Division Nationale                                    | Spora Luxembourg            |
| Relégués en Promotion d'Honneur                                 | Progrès Niedercorn          |
| Relégués en Promotion d'Honneur                                 | Sporting Mertzig            |